# Bartosz Kwolek
Bartosz Kwolek (Płock, 17 de julho de 1997) é um jogador de voleibol indoor profissional polonês que joga na posição de ponteiro representando a seleção da Polônia. 

## Títulos
Clubes
Campeonato Polônia Sub-21:
- 2015
- 2016

Campeonato primeira liga da Polônia:
- 2016

Campeonato Polonês:
- 2019
- 2021

Seleção principal
Campeonato Europeu Sub-19:
- 2015

Festival Olímpico Europeu da Juventude:
- 2015

Campeonato Mundial Sub-19:
- 2015

Campeonato Europeu Sub-21:
- 2016

Campeonato Mundial Sub-21:
- 2017[1]

Torneio Hubert Jerzeg Wagner:
- 2018
- 2019

Campeonato Mundial:
- 2018[2]
- 2022

Liga das Nações:
- 2019
- 2023

Copa do Mundo:
- 2019

## Premiações individuais
- 2015: Jogador Mais Valioso (MVP) da Campeonato Europeu Sub-19
- 2015: Jogador Mais Valioso (MVP) da Campeonato Mundial Sub-19
- 2015: Melhor saque da Campeonato Polônia Sub-21
- 2016: Melhor ponteiro da Campeonato Polônia Sub-21
- 2016: Melhor ponteiro da Campeonato Europeu Sub-21
- 2017: Melhor ponteiro da Campeonato Mundial Sub-21